# Намдев
Намде́в (маратхи संत नामदेव, в.-пандж. ਭਗਤ ਨਾਮਦੇਵ ਜੀ, ок. 1270 — ок. 1350) — выдающийся индийский поэт традиции бхакти родом из региона Маратхвада штата Махараштра, один из первых авторов, писавших на языке маратхи. Во время своего 25-летнего пребывания в Пенджабе Намдев также писал гимны на хинди и пенджабском языке. В пакистанском Пенджабе существует деревня, названая его именем. 61 композиция авторства Намдева включена в священную книгу сикхов «Гуру Грантх Сахиб».
Намдев родился в деревне Нарасвамани, которая ныне располагается в округе Сатара в штате Махараштра, в вайшнавской семье. Его отцом был портной по имени Дамашети Релекар, а его мать звали Гунабай. Вскоре после рождения Намдева семья переехала в город Пандхарпур, где расположен известный храм индуистского божества Виттхалы (Витхобы) — одной из форм Вишну. Когда Намдеву было 11 лет, его поженили с девочкой по имени Раджай (Раджабай), дочерью Говиндашети Садаварте. У Намдева и Раджай родилось пятеро детей — четверо сыновей и одна дочь. В Пандхарпуре до сих пор можно встретить людей, утверждающих, что они являются потомками Намдева.
С раннего детства, Намдев также как и его родители был страстным преданным Витхобы. Согласно легенде, когда Намдеву было пять лет, его мать дала ему пищу и послала его предложить её божеству Витхобе в храме в Пандхарпуре. Следуя наказу матери, маленький Намдев принёс еду в храм и положил её к стопам божества, моля его съесть подношение. Прождав какое-то время и увидев, что божество не двигалось с места, Намдев пообещал совершить самоубийство, если Витхоба немедленно не примет пищу. Тогда божество «ожило» и сойдя с алтаря приняло подношение Намдева. Место в храме, на котором Намдев ожидал пока Витхоба не примет пищу называется «намдев-паяри» (что в переводе означает «ступенька Намдева»). Его учителем-гуру был святой Гхаянешвар, известное сочинение которого, книга «Гхаянешвара», оказало огромное воздействие на менталитет Намдева. Его готовность принести себя в жертву Витхобе беспрецедентна и не имеет аналогов.
Намдев много лет путешествовал по всей Индии, распевая свои поэмы. Более 20 лет он прожил в деревне Гхуман в округе Гурдаспур в Пенджабе, где позднее был построен мемориал в его память, а его учение популярно по сей день.
Принято считать, что творчество Намдева оказало значительное влияние на другого индийского поэта-бхакту из Махарштры, Тукарама, жившего в XVII веке.
Поэтические сочинения Намдева (называемые «абхангами») были собраны в один сборник, «Намдев-гатху». В своём произведении «Тиртхавали» Намдев описывает свои путешествия в компании поэта-санта Джнянешвара.